# Rhododendron xiangganense
Rhododendron xiangganense är en ljungväxtart som beskrevs av X.F.Jin och B.Y.Ding. Rhododendron xiangganense ingår i släktet rododendron, och familjen ljungväxter. Inga underarter finns listade i Catalogue of Life.